# Bitva u Grunwaldu
Bitva u Grunwaldu, nazývaná taktéž u Tannenbergu nebo u Žalgirisu, se odehrála 15. července 1410 mezi řádem německých rytířů a polsko-litevskou koalicí. Veliteli vítězné polsko-litevské koalice byli polský král Vladislav II. Jagellonský a litevský velkokníže Vytautas, zatímco řádové rytíře v bitvě vedl jejich velmistr Ulrich von Jungingen. Jednalo se o rozhodující bitvu polsko-litevsko-teutonské války (1409–1411) a jednu z největších bitev v dějinách středověké Evropy. Na vítězné straně bojovala i česká družina vedená moravským šlechticem a vojevůdcem Janem Sokolem z Lamberka a pravděpodobná je i účast Jana Žižky z Trocnova.
Po porážce v této bitvě již nikdy Řád německých rytířů nezískal zpět svůj bývalý vliv. Svědectví mála přímých svědků této bitvy jsou vesměs protikladná. Vzhledem k tomu, že se vojsko řádu německých rytířů šikovalo u vesničky Grunwald, koaliční polsko-litevská vojska u Tannenbergu, používají se pro tuto bitvu v jednotlivých zemích různé názvy. V německé dějepravě se bitva později nazvala bitvou u Tannenbergu, Poláci a Češi o ní mluví jako o bitvě u Grunwaldu a Litevci jako o bitvě u Žalgirisu.
Střetu se věnuje závěrečná část polského romantického filmu Křižáci režiséra Aleksandera Forda podle stejnojmenného románu Henryka Sienkiewicze.

## Název a lokalita
Bitva byla vybojována na rovině mezi vesnicemi
- Grunwald (Žalgiris v litevštině),
- Stebark (Tannenberg v němčině) a
- Lodwigowo (Ludwigsdorf německy),

jak ležely tyto vesnice za sebou, v současnosti všechny jsou v Polsku. Nejbližší město u bojiště je Dąbrówno (Gilgenburg). Jména Žalgiris (z litevského Žalia giria) a Grunwald (z německého Grüner Wald) se překládají jako „zelený les“; německé Tannenberg lze přeložit jako „jedlový vrch“.
Bitva je nazývána:
- Schlacht bei Tannenberg (Bitva u Tannenbergu) v němčině,
- Žalgirio mūšis (Bitva u Žalgirisu) v litevštině,
- Bitwa pod Grunwaldem (Bitva u Grunwaldu) v polštině,
- Гру́нвальдзкая бі́тва (Bitva u Grunwaldu) v běloruštině,
- Ґрю́нвальдська би́тва (Bitva u Grunwaldu) v ukrajinštině,
- Grünwald suğışı v tatarštině.

## Příčiny konfliktu
Ve 13. století byl Řád německých rytířů pozván mazovským knížetem Konrádem, po zničujícím nájezdu Prusů z roku 1218, do Pruska k boji proti pohanům (Prusům). Ten se chopil příležitosti a díky Riminské bule od císaře Friedricha II. a listině potvrzené od papeže Řehoře IX. získal absolutní svrchovanost nad zemí vyrvanou pohanům a zemí Chelmskou jak po stránce světské, tak i po stránce duchovní. Někteří historikové dodnes tvrdí, že se tak stalo na základě podvodu ze strany německého řádu. Tato rozhodnutí však byla v rozporu s původním záměrem Konráda, který usiloval o to, aby dobytá Pruská území byla připojena k Polsku. Řádu se během pěti desetiletí podařilo Prusko za cenu těžkých bojů ovládnout a přinutit místní obyvatelstvo k přijetí křesťanství. Na dobytí Pruska se však podílely i křížové výpravy, které do této oblasti směřovaly. Podobně se řád po sloučení s řádem mečových rytířů r. 1237, kdy převzal jeho závazky, začal snažit o christianizaci Pobaltí.
Řád se stal brzy po svém příchodu do Pruska soupeřem polských knížectví, zvláště Mazovska. Jeho iniciativa se brzy zaměřila nejen na východ, ale i na jih a západ. K největšímu napětí mezi sjednocujícím se Polskem a řádem došlo na počátku 14. století. Jednalo se o spor o Pomořany, na které si činilo nároky Polsko, kterému do roku 1226 patřilo, Braniboři a samotný řád. Ve chvíli, kdy se braniborská markrabata pokusila ovládnout Pomoří s Gdaňskem, byl řád polskou stranou požádán o pomoc pro ohrožený Gdaňsk. Řád německých rytířů situaci využil k obsazení Pomořan (1309), díky čemuž Polsko ztratilo na více než 100 let přístup k Baltskému moři. Pomořansko se tak stalo sporným územím a předmětem sporů mezi řádem a Polskem ve 14. a 15. století.

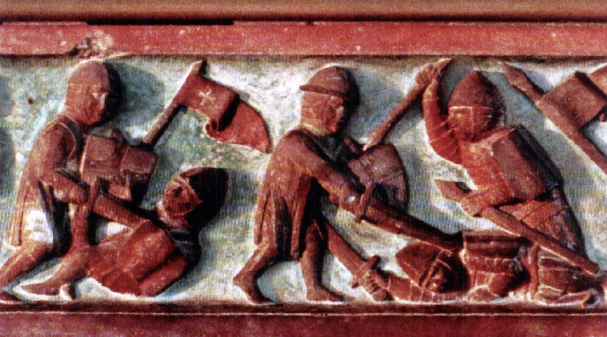
Litevci bojují s německými rytíři (basreliéf ze 14. století na hradě Malbork)

Území Polsko-litevské unie a Řádu německých rytířů v letech 1386–1434

Ve druhé polovině 14. století, po dohodě s Polskem v Kališi roku 1343 a uzavření míru na dobu 66 let, dosahuje Řád zenitu a snaží se ovládnout na východě území Žmudě, na které si však dělá také nárok v té době pohanská Litva. V roce 1385 přijal litevský velkokníže Jagiello a s ním i formálně celá Litva křest. Tím pominuly pro řád důvody snažit se o její christianizaci, přesto se však řád nadále snažil definitivně připojit Žmuď k řádovému státu. Díky křtu se zároveň Jagiello stává i jedním ze dvou nápadníků dědičky polského trůnu Hedwiky (Jadwigy) a dne 13. dubna 1385 se tzv. Krevskou smlouvou, díky volbě polských stavů, stává i polským králem. Korunovací Jagiella o rok později jako Vladislava, vzniklo polsko-litevské soustátí, jedna z největších zemí v tehdejší Evropě, která se rozhodla vší mocí zastavit expanzi Řádového státu.
Dříve však musely být vyřešeny vnitřní rozpory, které byly vyvolány mezi Vladislavem Jagellonským a jeho bratrancem Vytautasem, který byl opomenut při obsazování úřadu zemského správce v Litvě. Ten sice dvakrát přeběhl na stranu rytířů, ale vždy je posléze zradil. Definitivní smír mezi Vytautasem a Vladislavem Jagellonským nastal teprve poté, co byla Vytautasova moc podlomena porážkou ve válce s Tatary. Díky tomu se otevřela cesta ke kompromisu mezi Vytautasem a Jagiellem, který byl zpečetěn dohodami ve Vilně a Radomi (Vilniusko-radomská smlouva). Litva získala uznání své svébytnosti v rámci unie a Vytautas se po získání vytouženého titulu doživotního zemského správce angažoval ve vyvolávání nepokojů v křižácké Žmudi. Jako reakci na tyto nepokoje vyhlásil 14. srpna 1409, teprve před dvěma lety zvolený velmistr Řádu, Ulrich von Jungingen, Polsku a Litvě válku. Stalo se tak po ujištění polského vyslance, že Polsko splní své závazky vůči Litvě, pokud Řád zasáhne v odvetu za podporu vzbouřené Žmudi proti Vytautasovi.
Cílem Řádu německých rytířů v nastupující válce bylo upevnění svých držav, ovládnutí celé Žmudě a případné další získání území na úkor Polska, Litevské knížectví naopak považovalo Žmuď za součást svého území a chtělo ji dostat zpět pod svůj vliv. Polsko mělo zájem získat zpět po sto letech Pomořansko a také Řádem údajně neoprávněně obsazené Drezdenko, v konečné fázi pak definitivní rozbití nebezpečného sousedního Řádového státu. Drezdenko držel Ulrich van der Ost, který se uznal za polského vazala a odkázal ho roku 1402 polskému králi, ale za tři roky nato ho v rozporu s předchozí dohodou postoupil Řádu německých rytířů.

## Prolog

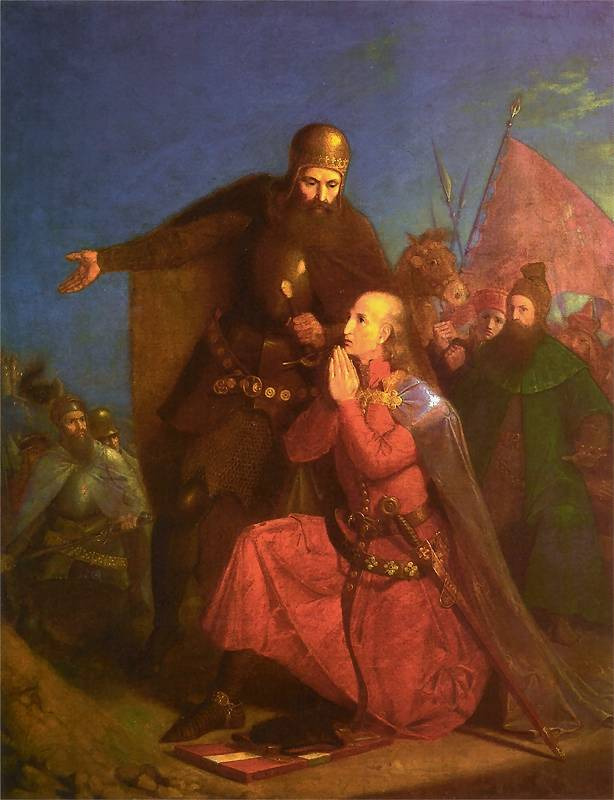
Vladislav II. Jagiello se modlí před bitvou

Ihned po vypovězení války obsadili teutonští rytíři Dobrzyńsko, přičemž dobyli tvrze Dobrzyń, Rypin a Lipno. Jagiello se snažil pouze se svým vojskem manévrovat, protože litevská vojska nebyla na válku dostatečně připravena a nemohla mu tak přispěchat na pomoc. I proto se polský král dvakrát vyhnul již nabízené bitvě. Posléze po dobytí Borowniků a Złotoryjí řádem bylo na konci září prostřednictvím českého poselstva sjednáno mezi znepřátelenými stranami 9měsíční příměří do 24. června 1410.
Příměří však samozřejmě neznamenalo konec této tzv. Velké války. Strany ho pilně využívaly k přípravě na nadcházející střetnutí. V zimě 1409–1410 byl na poradě v Brest-Litevsku přijat unijní plán ohledně dalšího pokračování války. Polské vojsko se mělo sejít ve Wolborzi, litevská část vojska u řeky Narvy a pak po spojení společně táhnout na sídelní řádové město Malbork s mohutným hradem. Mezitím bylo českým králem Václavem IV. rozhodnuto ve sporu mezi Německými rytíři a Polskem. Rozsudek z února 1410 přiznával nárok na Dobrzyňsko Polsku a nárok na Žmuď řádu. Pro oba rivaly, ale zvláště pro unii, byl tento výrok neakceptovatelný a bylo jasné, že po vypršení příměří dojde k rozhodujícímu střetnutí.
Jagiello a Vytautas sestavili obrovskou armádu, tvořenou převážně Poláky, Litevci, Tatary, Rusy a Valachy. Dále unie najímala vojáky v Čechách a na Moravě, Rakousích, švýcarských oblastech a i ve Francii. Jagiello také vyslal na území řádu spoustu špehů, kteří ho měli za úkol informovat o pohybu a počtech řádového vojska. Řád německých rytířů se při doplňování armády soustředil na najímání žoldnéřů a tzv. řádových hostů převážně z řad říšského rytířstva. Další vojenskou pomoc hledal v zemích Koruny české (Braniborsko, Lužice, Slezsko), a podobně se obrátili s žádostí na všechny západoevropské dvory. Války se tak na řádové straně účastnili angličtí lučištníci, dánští, španělští, francouzští a italští žoldnéři a samozřejmě množství Němců. Řád také již na sklonku roku 1409 uzavřel v Košicích spojeneckou smlouvu s uherským králem Zikmundem Lucemburským, který si ji dal ale pořádně zaplatit. Zikmund se měl pokusit vojenskou silou odlákat Vytautase od polského vojska, což se však nepodařilo. Řád se musel potýkat i s problémy ve vlastních řadách. Svůj nesouhlas s válkou, vyhlášenou svými bratřími, totiž vyjadřovali i někteří vysoce postavení němečtí rytíři, jako např. Livonský zemský mistr, sídlící na hradě Wenden. Němečtí rytíři očekávali možnost útoku na řádový stát ze dvou směrů, útok polských sil na Pomořansko a Gdaňsk, pro jehož obranu byla vyčleněna podstatná část řádové armády pod vedením Heinricha von Plauen a útok litevských sil na Žmuď, které měla čelit část armády, která zůstala v hradech na východě řádového státu jako byly Ragaine, Ryn, Giżycko a Klaipėda.
V červnu 1410 bylo příměří mezi řádem a unií prodlouženo ještě o 10 dní díky diplomatické iniciativě uherských vyslanců. 26. června vytáhlo polské vojsko z Wolborzi a přes Sajmice na Biskupec. Zde také Jagiello obdržel zprávu, že litevské vojsko je shromážděno u řeky Narew (Narev). 30. června začal Jagiello přepravovat své vojsko pomocí tajně předem připraveného mostu, položeného na lodích a prámech, přes Vislu u Kozienic poblíž kláštera Czerwieňska. Během třídenní přepravy se zároveň dostavila k Jagiellovi druhá část vojska, vedená Vytautasem, která za doprovodu 12 polských korouhví dorazila z prostoru nad řekou Narew. Poté unijní vojsko táhlo přes vsi Žochow, Ježow a Bedzinu až 9. července překročilo hranice a vstoupilo na území řádu. Vrchním velitelem polské části vojska byl při tom zvolen korunní maršálek Zbigniew z Brzezie, litevské části pak velel velkokníže Vytautas. Zaskočená řádová armáda se rozhodla zabránit protivníkovi překročit řeku Drwęcu. Unijní vojsko zatím dále pokračovalo přes Ludborze k městečku Kurzetnik, ležícím na břehu řeky Drwęca. Na její druhé straně se však již usadila řádová armáda, která vybudovala na břehu řeky palisádová opevnění s připravenými děly a houfnicemi, a tak se Jagiello rozhodl vrátit a táhnout se svým vojskem k prameni řeky, aby se vyhnul jejímu zdolávání. Přes Ludborze a Działdow se unijní vojsko přepravilo až k Dąbrownu, které 13. července dobylo z chodu. Většina obyvatel byla pobita, upálena v kostele nebo zajata. Pouze malá část se zachránila pomocí člunů na Dabrowském jezeře. V tuto chvíli již bylo veliteli řádového vojska Ulrichovi zřejmé, že cílem unijního vojska je centrum řádu – hrad a město Malbork. Velmistr vydělil jednotku v síle 3 000 mužů k posílení posádky Malborku, a na 12 místech překonal řeku Drwęcu.
13. června se také v Pomoří udála bitva mezi unijním pohraničním vojskem pod vedením Matěje z Wąsosze, které vtrhlo na území řádu, a vojskem německých rytířů, jemuž velel narychlo povolaný Michal Kuchmeister. Bitva vyzněla ve prospěch řádových vojáků, Matěj z Wąsosze údajně bojiště uprostřed bitvy opustil a demoralizované unijní vojsko pak utrpělo porážku. Mezi zajatými polskými rytíři byl i Jaroslav Iwiňski, poznaňský praporečník, který bojoval až ve Španělsku. O porážce v Pomoří však bylo pomlčeno a král Jagiello se o ní dozvěděl až po bitvě u Grunwaldu.
Řádové vojsko se rozhodlo přehradit unijnímu vojsku cestu a přinutit Jagiella k rozhodující bitvě a tak táhlo přes Lubawu směrem ke Grunwaldu.
V noci ze 14. na 15. července postihla oba znepřátelené vojenské tábory prudká vichřice. Nad polským táborem létaly stany a vytvářely obrazce, které byly vysvětlovány jako znamení osudu. Některým z unijního vojska se zdálo, že na bílé ploše měsíce vidí boj krále a mnicha, který král vyhrál a shodil mnicha z měsíce, což bylo považováno za dobré znamení. Ještě hůře dopadl oné noci křižácký tábor, který byl celý zdevastován a vojáci v táboře se před rozhodující bitvou vůbec nevyspali. 15. července po předchozí vichrné noci se obě vojska setkala u vsi Grunwald v dnešním severovýchodním Polsku na Mazurské jezerní plošině, jihozápadně od dnešního města Olsztyn. Unijní vojsko se položilo po ranním dvoumílovém pochodu nad jezerem Lubienem v lesním porostu, kde kázal Jagiello postavit polní kapli, která by byla chráněna před prudkým větrem. Velitel Zbigniew zatím vyslal několik hlídek severním směrem k vesnici Grunwald. Postupně jak se hlídky vracely, se dozvídal o stoupajícím počtu korouhví řádového vojska, které přibyly do prostoru vsí Grunwald a Tannenberg. Začal se chystat rozhodující okamžik Veliké války – oběma stranami dlouho očekávaná bitva jejich hlavních sil.

## Síly protivníků
Časného rána 15. července 1410 se obě armády setkaly poblíž vesnic Grunwald, Tannenberg a Łodowigowo (Ludwigsdorf). Obě armády byly rozmístěny v liniových formacích. Polsko-litevská armáda se rozložila před vesnicemi Łodowigowem a Tannenbergem. Její levé křídlo bylo složeno převážně z polské těžké jízdy. Na pravém křídle unijních sil byla rozmístěna vojska litevského velkoknížete Vytautase, složená převážně z lehké jízdy. Mezi silami na pravém křídle byly prapory z celého Litevského velkovévodství včetně tatarských houfů a pravděpodobně i moldavských žoldáků. Opoziční řádové síly se převážně skládaly z těžké jízdy a pěších oddílů. V jejich řadách se bitvy účastnilo mnoho žoldnéřů z celé Západní Evropy, kteří byli zváni „hosté řádu“.
Přesné množství vojáků na obou stranách se těžko odhaduje. Jsou známé pouze dva spolehlivé zdroje popisující bitvu. Nejlépe dochovaný a nejkompletnější byl napsán Janem Długoszem, který se v něm ale nezmiňuje o přesných počtech účastníků bitvy. Ostatní zdroje ze 16. století poskytují jen krátké a neúplné údaje. Pět měsíců po bitvě, v prosinci 1410, nový řádový velmistr Heinrich von Plauen (též Jindřich z Plavna) zaslal západoevropským vládcům dopisy, ve kterých bitvu popisuje jako boj proti zlým pohanským silám. Tento úhel pohledu byl pak sdílen mnoha kronikáři. Od té doby je toto střetnutí předmětem propagačních kampaní na obou stranách, mnoho autorů např. zveličuje velikost unijních polsko-litevských sil, aby snáze vysvětlilo pro ně nečekaně dramatický výsledek bitvy.
V jedné z pruských kronik je zmíněno, že síly polského krále byly tak početné, že je nedokáže vyjádřit žádná dost vysoká číslice v lidském jazyce. Jeden z anonymních kronikářů německého hanzovního města Lübecku se zmiňuje, že síly Jagiella dosahovaly velikosti 1 700 000 vojáků, síly Vytauta 2 700 000 vojáků (právě tak jako Rusů), kromě 1 500 000 Tatarů. Mezi silami, které pravděpodobně pomáhaly polsko-litevské armádě byli „Saracéni, Turci, pohané z Damašku, Persie a jiných zemí“. Podle Enguerranda de Monstrelet Řád postavil okolo 300 000 lidí, zatímco jeho nepřátelé 600 000 vojáků. Ondřej Řezenský odhaduje polsko-litevské síly na 1 200 000 mužů ve zbrani.
Nynější historikové odhadují velikosti nepřátelských sil na mnohem nižší úrovni. Ludwik Kolankowski odhaduje velikost unijních polsko-litevských sil na 16 až 18 tisíc polských jezdců a 6 až 8 tisíc jezdců lehké litevské jízdy. Řádové síly pak podle něj mohly mít velikost 13 až 15 tisíc těžkých jezdců. Jerzy Dabrowski odhaduje celkovou sílu Jagiellova vojska na 18 000 jízdních Poláků a 11 000 Litevců a Rusů, zatímco síly protivníka na 16 000 vojáků.
| Historikové              | Polsko             | Litva             | Další     | Řád německých rytířů |
| ------------------------ | ------------------ | ----------------- | --------- | -------------------- |
| Lübecká kronika          | 1 700 000          | 2 700 000         | 1 500 000 |                      |
| Enguerrand de Monstrelet | 600 000            |                   |           | 300 000              |
| Ondřej z Řezna           | 1 200 000          |                   |           |                      |
| Ludwik Kolankowski       | 18 000 těžká jízda | 8 000 lehká jízda |           | 15 000 těžká jízda   |
| Jerzy Dąbrowski          | 18 000             | 11 000            |           | 16 000 + 3 000 hosté |
| Henryk Łowmiański        | 12 000 těžká jízda | 7 200 lehká jízda |           | 11 000 těžká jízda   |
| Andrzej Nadolski         | 20 000             | 10 000            | 1000      |                      |

Bez ohledu na tyto odhady většina historiků do počtu sil započítává pouze jízdu. Kromě 16 000 jízdních disponovalo řádové vojsko ještě zhruba 9 000 pěšáků, lučištníků a střelců z kuše. Obě armády měly také velké vojenské tábory a jiné jednotky, které tvořily zhruba 10 % jejich celkové síly.
Obě armády byly organizovány do praporů, viz díla Jana Długosze Banderia Prutenorum. Každý prapor těžké jízdy byl složen přibližně z 240 rytířů na koních a jejich zbrojnošů a štítonošů. Každý prapor měl své označení a bojoval nezávisle. Litevské prapory byly obvykle menší a složené přibližně ze 180 lehkých jezdců. Složení pěších jednotek (kopiníci, lukostřelci, střelci z kuší) a dělostřelectva není známo.
Síly na obou stranách byly složeny z vojáků mnoha národností a pocházejících z různých zemí. Nehledě na jednotky postavené Polskem, Litevským velkovévodstvím a Německým řádem, bitvy se zúčastnilo mnoho žoldnéřů z celé Evropy (nejvíce z Alsaska, Lotrinska, německých zemí, Slezska, Moravy, Čech a pravděpodobně i Moldavska). Historikové v bývalém Sovětském svazu se pokoušeli neúspěšně zdůrazňovat ruskou roli v bitvě. Například zahrnovali některé prapory, jako např. Smolenský, mezi ruské síly. Snažili se také popisovat bitvu tak, aby z ní vyplynula rozhodující pomoc ruských sborů. Ve skutečnosti je možné považovat za smutný vtip tvrzení, že „bitvu proti fašistickým teutonským silám vyhrály spojené polsko-sovětské síly“ (většina území Litevského velkovévodství byla ve 20. století součástí Sovětského svazu).
Vrchním velitelem polsko-litevských sil byl král Vladislav Jagiello, velitelem polských sil spojeného vojska byl korunní maršálek Zbigniew z Brzezie a litevských sil pak velkokníže Vytautas. Donedávna se věřilo, že vrchním velitelem unijních vojsk byl krakovský mečník Zyndram z Maszkowic, ale tento předpoklad byl založen na špatném překladu popisu boje od kronikáře Jana Długosze. Silám Řádu německých rytířů velel jejich velmistr, Ulrich von Jungingen.

## Bitva

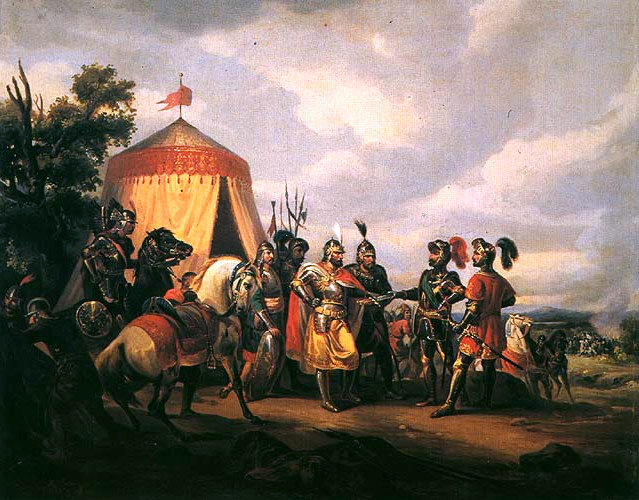
Před bitvou u Grunwaldu, Sypniewski Feliks, 1852

Do bitvy se sjeli rytíři z celé Evropy. Dokonce velmistr řádu požádal Vladislava (polského krále) o odložení bitvy o dva týdny z poloviny června, aby mohl dopřát „čest evropskému rytířstvu zúčastnit se vymýcení pohanů“. Vladislav souhlasil, protože i jemu ta doba poskytla možnost další konsolidace armády. Výzbrojně tedy byla převaha na straně řádu a například kanónů měla koalice šestnáct, zatímco řád přes stovku. Nicméně zdroje se v číslech rozcházejí, udává se často vyšší poměr pro koalici, to bylo ale se započítáním v bitvě nepoužitelného trénu. Nejhorší pro koalici bylo, že křižáci v poli platili za nejlepší rytíře světa a například Kuno von Liechtenstein byl mistrem meče, o němž letěly neuvěřitelné zkazky. Také výzbroj a výstroj byla na straně křižáků lepší.

### Těsně před bitvou
Po zjištění, že Řádové vojsko se blíží na dohled k tábořícím unijním vojákům začal Vytautas přesvědčovat Jagiella, aby ukončil účast na mších v polních kaplích a sám začal řadit své vojsko. Jagiello však prý dále pokračoval ve mši. Zatím Vytautas a Zbigniew začali urychleně šikovat odpočívající vojsko, které bylo rozloženo v hájích a křovinách u jezera Lubna. Oblast okolo jezera byla kombinací otevřené pláně, mokřin a lesíků. Zvláště bezprostřední okolí jezera bylo silně zalesněno a obsahovalo velké mokřiny, tvořené říčkami, napájejícími jezero.
Německé vojsko zatím zaujalo pozice na vyvýšenině západně od Poláků, mezi vesnicemi Tannenberg a Lodwigowo, sešikováno do 52 praporů. Poblíž Tannenbergu bylo rozmístěno levé křídlo řádové armády a u Lodwigova, ležícího poblíž mokřin, pak pravé. V tuto chvíli nastala pro Řád ta nejvýhodnější chvíle na úder proti nepřipravenému polsko-litevskému vojsku a v tomto smyslu začali i někteří z velitelů naléhat na velmistra von Jungingena. Ten se ale rozhodl pro defenzivní strategii, když před svými rytíři dal rozestavit řadu překážek, které měly zadržet nebo zpomalit postup nepřítele. Za těmito překážkami pak byly rozmístěni střelci z kuší, angličtí lučištníci, pěšáci a dělostřelectvo. Za nimi pak ve dvou řadách nastoupilo rytířstvo. Pravému křídlu velel maršálek Konrad von Liechtenstein, levému pak maršálek Fridrich Wallenrod. Velmistr von Jungingen pak řídil celou bitvu ze středu křižácké formace. Záloha o velikosti zhruba 16 oddílů byla umístěna za středem formace poblíž vesnice Grunwald.

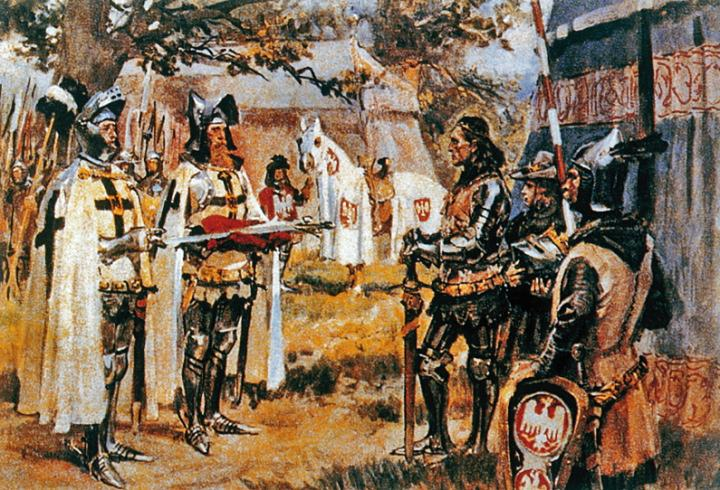
Dva meče – dva řádoví rytíři nabízejí Vladislavovi své meče, Wojciech Kossak

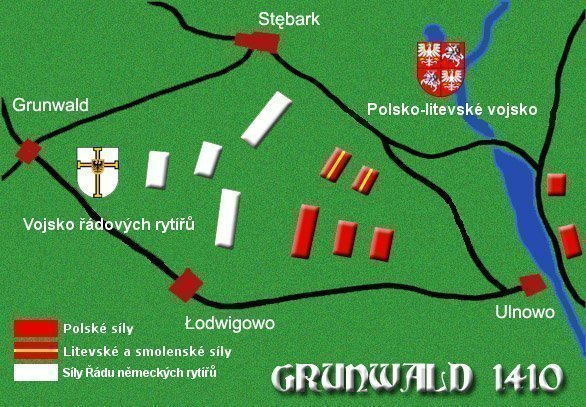
Počáteční rozestavení vojsk

Zatímco velmistr vyčkával a Jagiello dlel na mši, objížděl Vytautas spolu s dalšími veliteli unijní vojsko a šikoval ho k boji. Rozmístění unijních vojáků je ze starých kronik méně zřejmé. Zřejmé je to, že litevské síly tvořily pravé křídlo unijního vojska, přičemž na jeho samém kraji byly rozmístěny tatarské jednotky. Ruské (Smolenské) prapory byly rozmístěny mezi litevskými a polskými silami. Litevští vojáci byli připraveni k boji v mnoha řadách. Většina polské jízdy byla umístěna na levém křídle a středu a stejně jako jejich protivníci stála ve dvou či třech řadách. Ukazuje se také, že byly vyčleněny a připraveny přinejmenším dvě zálohy za hlavní linií vojska. Jedna z nich byla připraveny zasáhnout na levém křídle a druhá přímo ve středu bojové linie. Kromě toho měla unie ještě několik praporů poblíž jezera spolu s pěšími oddíly. Poblíž těchto oddílů měl se svou osobní stráží své stanoviště také samotný Jagiello.
Jakmile Vladislav Jagiello skončil s modlitbami, oblékl si nádhernou zbroj a připojil se k Vytautasovi pozorujícímu německé šiky. Oba velitelé se nemohli odhodlat k vydání rozkazu k bitvě. Ulrichovi von Jungingen bylo zřejmé, že pokud chce uspět se svou strategií, musí vyprovokovat unijní vojska k útoku. Proto podle legendy poslal k polskému králi dva rytíře s obnaženými meči. Ti nabídli Vladislavovi své meče a služby, protože zjevně nemá nikoho, kdo by po jeho boku bojoval. Zatímco polští rytíři byli touto urážkou rozzuřeni, král Vladislav klidně oba meče přijal jako příslib budoucího vítězství. Bylo jasné, že bitvu nelze dále odkládat. Král, obklopený svou šedesátičlennou gardou, složenou z předních rytířů, dal rozkaz k zahájení bitvy. Vytautas ochranou pohrdl, projížděl mezi svými vojáky a povzbuzoval je.

### Úvodní fáze
Krátce po deváté hodině byly fanfárami vydány unijnímu vojsku povely k útoku. Všichni polští rytíři byli pro odlišení od nepřátel označeni svazkem slámy na paži a po vyhlášení hesla zapěli svatovojtěšský chorál „Bogurodzica“. Boj začal oboustrannými potyčkami lehké jízdy na obou křídlech a následnou střelbou řádového dělostřelectva na unijní jednotky. Střelba však výjimečně neměla skoro žádný účinek. Snad to bylo způsobeno zvlhlým střelným prachem, což mohla způsobit velká bouře z předešlé noci.

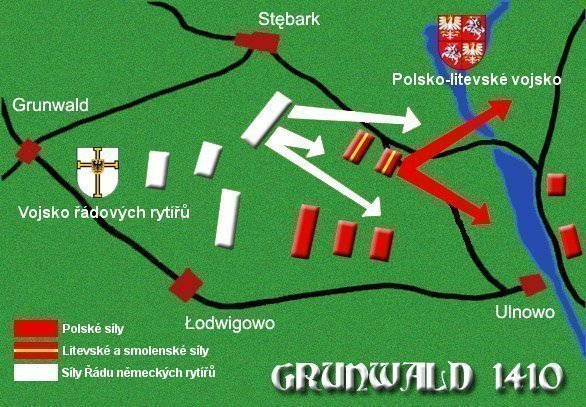
Ústup litevské lehké jízdy

Poté jako první zahájily svůj výpad proti protivníkovu levému křídlu poblíž Tannenbergu litevské jednotky, s cílem zničit protivníkova děla a pěchotu. Útok litevské jízdy byl podporován několika polskými prapory. Jejich divoký nápor nezastavily ani vytvořené překážky a Litevci smetli v divoké jízdě německé pěšáky a rozmetali jejich děla. Postupně se do boje vydaly i polské prapory. Proti litevské lehké jízdě se do protiútoku vydala těžká jízda levého křídla křižáků pod vedením pruského velkomaršála Friedricha Wallenroda. Některé zdroje uvádí, že právě ta způsobila prchající německé pěchotě větší ztráty, než pronásledující Litevci. Tatarská jízda byla náporem Wallenrodových rytířů buď rozbita anebo předstírala porážku a ustoupila.
Litevská a tatarská jízda se dala cestou směrem k mokřinám a lesíkům, kde byla více ve výhodě. Tento manévr byl údajně často používán na východních hranicích Litvy Mongoly. Vytautas, který měl zkušenosti z bitev s nimi, ho tak prý využil v bitvě u Grunwaldu. Každopádně se jeden nebo více praporů řádového vojska pustila za ustupujícími tatarskými voji. Wallenrod s většinou svých rytířů zatím začal získávat na bojišti převahu a litevské i ruské prapory začaly ustupovat podobně jako Tataři. V této fázi boje byl nucen Vytautas povolat záložní jednotky, čímž se snažil stabilizovat pozici.
Ve stejné době, kdy Wallenrod zaměstnával Litevce, von Jungingen nařídil všeobecný útok proti polské linii. Srážka mezi oběma armádami byla tak silná, že byla slyšet na míle daleko. Bitevní linie se zmítala po celé délce fronty asi 3 až 5 km a žádné z obou vojsk nedokázalo postupovat vpřed. V této fázi boje byly obě strany plně zaneprázdněny těžkým bojem, ale na obou stranách ještě nebyly nasazeny zálohy.

### Vrcholná fáze

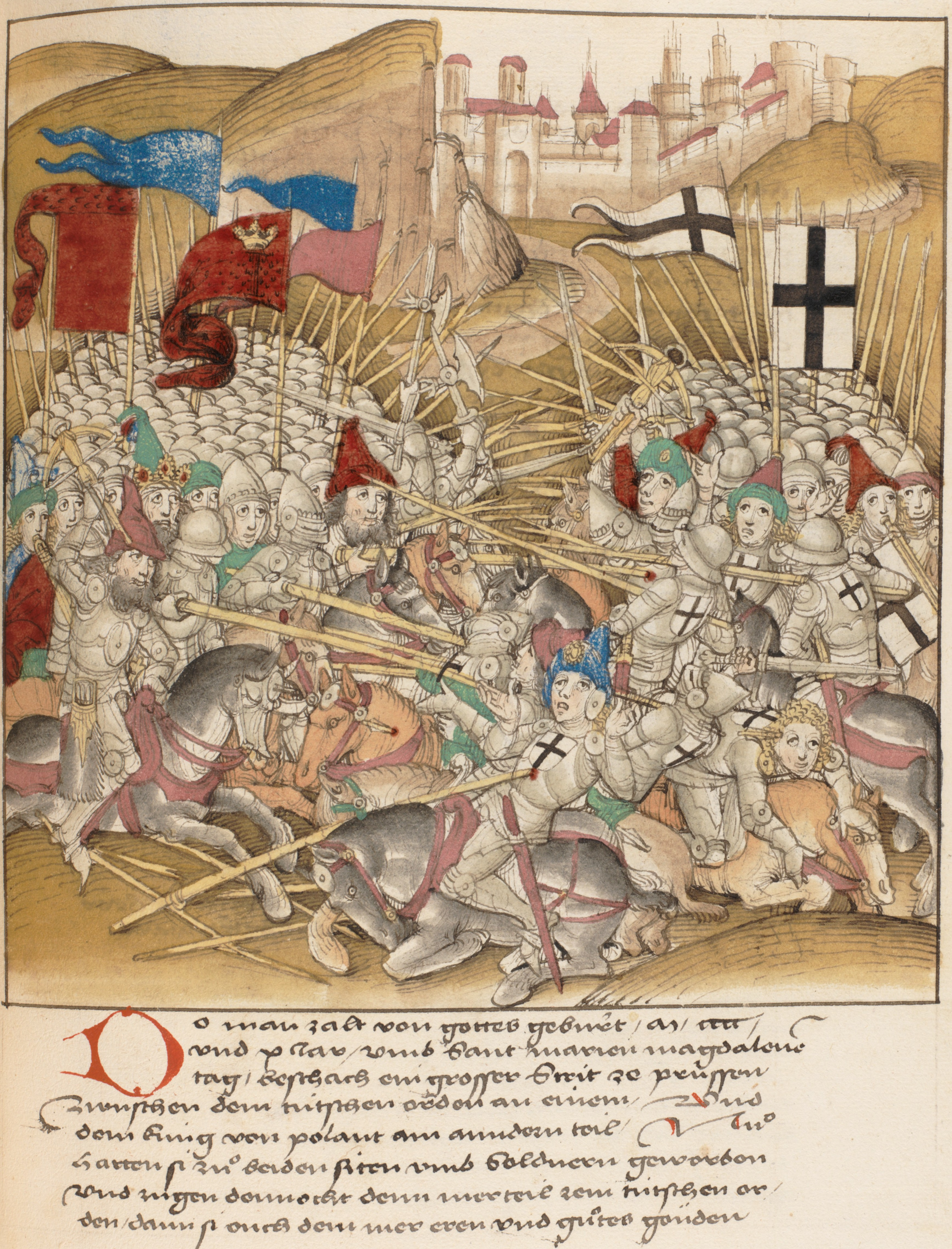
Bitva u Tannenbergu z roku 1483, Berner Chronik, Diebold Schilling

V této střední fázi maršálek řádu von Wallenrod nasadil část své druhé formace do boje proti Litevcům. Zvýšený tlak ze strany řádového vojska donutil Litevce k postupnému ústupu. Vytautas a jeho Litevci se pak dali na skutečný útěk nebo je také někdy uváděno, že se jednalo o předstíraný ústup (viz poznámky). Vytautas a většina Litevců prchala zpět směrem k lesům poblíž jezera, jiní se obrátili směrem k močálům u řeky Marozka. Někteří z těchto vojáků se údajně již do boje nevrátili a prchali až na území Litvy, kde prý rozhlašovali falešné zvěsti o průběhu bitvy a smrti obou nejvyšších unijních velitelů. Řádové prapory, bojující s Litevci, je sledovaly na jejich útěku.

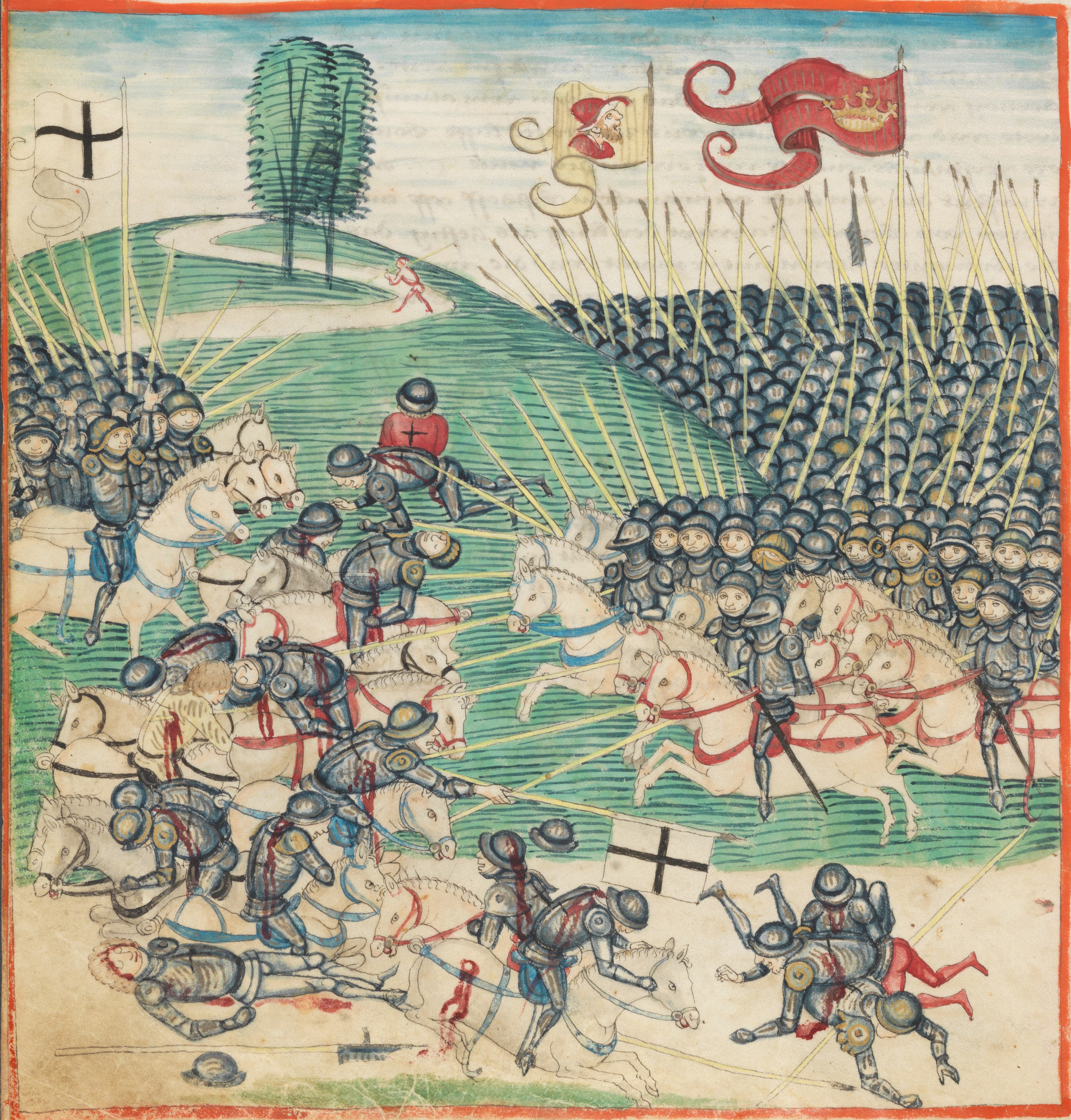
Středověký výjev bitvy (1474 až 1483)

Maršálek von Wallenrod a zbývající prapory z druhé útočné vlny místo stíhání prchajících litevských vojsk zaútočily na pravé křídlo polských vojsk. Stále však byl ve spojení s prapory pronásledujícími Tatary. Okamžitému zhroucení pravého křídla pomohly zabránit tři smolenské prapory a některé litevské jednotky. Tyto prapory zvládly obranný ústup, stabilizující pravé křídlo, s obratem o 90 stupňů oproti jejich původní počáteční pozici. Jeden ze tří smolenských praporů tento manévr zaplatil úplným zničením. Jejich akce však dovolila veliteli polského vojska převést část podpůrných formací na ohrožený úsek a králi nasadit část záloh.
Krakovský komoří se zároveň pokusil zabránit se svou korouhví obklíčení pravého křídla, ale byl napaden německými silami. On sám a jeho korouhevník, Marcin z Wrocimowic, byli zraněni, korouhev spadla na zem a zdálo se na chvíli, že se dostala do rukou německých rytířů. Korouhev komořího krakovského byla hlavní korouhví armády a zároveň byla větší verzí korouhve polského krále. S jejím pádem si mnoho řádových vojáků myslelo, že s ní padl i polský král, a stoupla tak zároveň jejich víra ve vítězství v této bitvě. Záložním praporům polského vojska se však následně povedl protiúder a podařilo se jim zachránit jak komořího, tak i Marcina s korouhví (viz poznámky).
Prapory, pronásledující litevské vojsko, se začaly shromažďovat a znovu se zapojovaly k jednotkám na bojišti. Jejich zvýšené množství začalo nepříznivě působit na polské řady, které začaly před vzrůstajícím tlakem ustupovat. Král byl nucen vyslat do bitvy všechny zbylé zálohy, přičemž část jich měla stabilizovat pravé křídlo unijní armády, část pak vyvinout tlak na střed a pravé křídlo křižáckých vojsk. Díky tomu se bojová linie opět stabilizovala.

### Závěrečná fáze

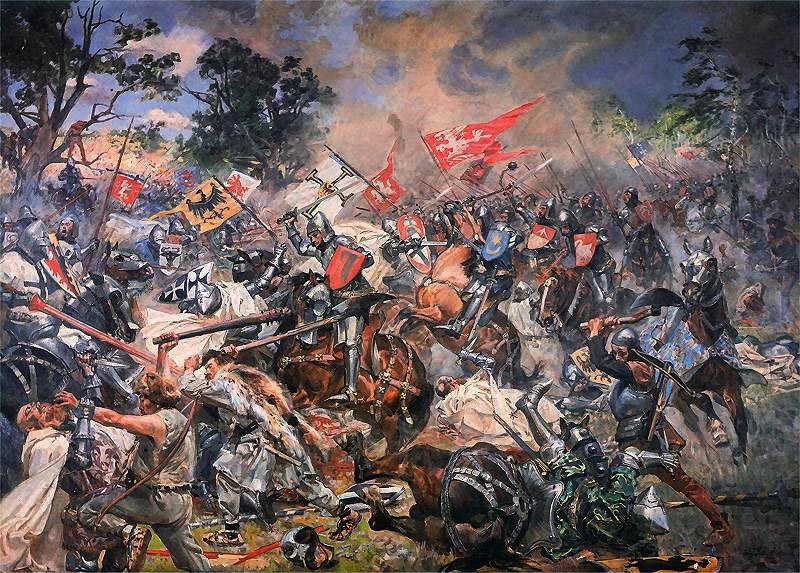
Bitva u Grunwaldu, Wojciech Kossak

Křižácké korouhve, pronásledující litevskou jízdu, se dostaly k zalesněným okrajům, kde byly napadeny z boku skrytými polskými rytíři a znovu se formující litevskou kavalérií. Část křižáků skončila v močálech, kde byli pobiti.
Von Jungingen, který pozoroval problémy unijních vojsk na pravém křídle, nařídil nasazení svých 16 záložních praporů. Jeden z těchto praporů objížděl polskou linii. Tento prapor se dostal do blízkosti krále Jagiella a jeho doprovodu, který ho ihned obklopil, aby zabránil jeho poznání. Zároveň byla také skryta královská korouhev, aby král nebyl poznán. Jeden z německých rytířů se prý od praporu oddělil a zaútočil na samotného krále. Byl však sražen z koně Zbigniewem z Olešnice a na zemi pak členy královské družiny zabit.

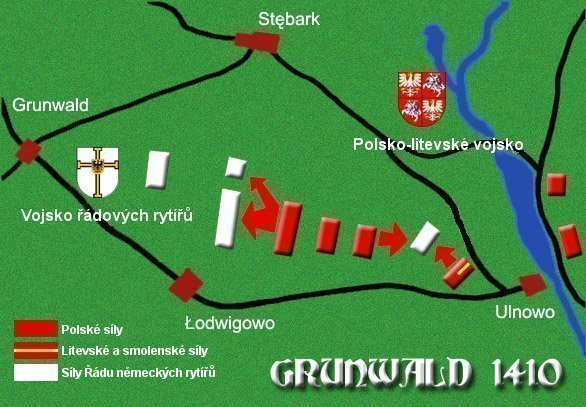
Útok polsko-litevského pravého křídla

Tato příhoda spadá údajně do klidnějšího období bitvy, které podle jednoho zdroje bylo způsobeno průtrží mračen. Obě strany během ní přeskupily své řady před vlastním vyvrcholením bitvy. Vytautas využil toto období relativního klidu k novému zformování rozptýlených litevských vojsk a jejich přesunu do týlu řádového vojska. Po rozhoření se boje Jagiello nechal vniknout mezi zaklíněná rytířská vojska polský pěší pluk. Pěchota byla velmi efektivní a způsobila protivníkovi velké ztráty. V dané situaci si velmistr uvědomil nejisté postavení svých vojsk a rozkázal zahájit ústupové boje. Vytautas však mezitím zaútočil s litevskou jízdou do zad řádové armády. Zároveň se mezitím podařilo polskému středu prorazit linii řádových vojsk. Řádová armáda byla rozdělena do dvou obklíčených skupin.

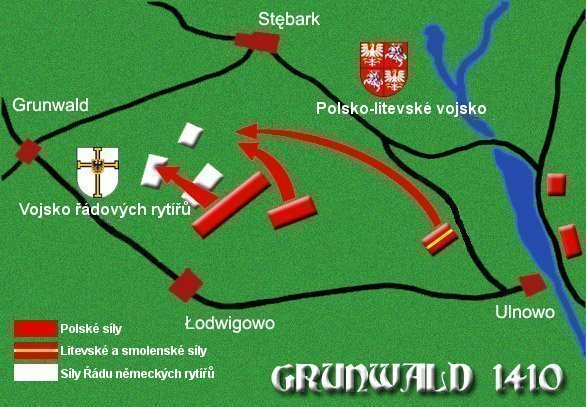
Průnik polské těžké jízdy

Bitva se změnila na zabíjení obklíčených řádových vojáků, zabit byl i po stažení ze svého koně pěšáky velmistr Von Jungingen, po jehož smrti byl odpor většiny německých vojáků zlomen. Poté, co padli nebo byli zajati velitelé, dali se řadoví bojovníci na útěk, pronásledovaní litevskou jízdou. Části řádových vojáků se podařilo uniknout, mnozí, zvláště pěšáci, se rozhodli bránit v křižáckém táboře se zásobami za hradbou zásobovacích vozů svázanými řetězy. Zde se prý strhla asi největší řež a zahynulo zde více vojáků než na samotném grunwaldském poli. Unijní jízda pronásledovala mnoho mil prchajícího nepřítele a podařilo se jí tak pobít nebo zajmout mnoho z řádových vojáků. Stíhání přerušilo až nastupující šero. Po dobytí tábora přikázal polský král rozbít všechny nalezené sudy s vínem, neboť se obával možného útoku řádových vojáků na opilé unijní vojsko. Rozlité víno po bojišti pak prý dalo vzniknout pozdější pověsti o potocích krve.

Obraz Bitwa pod Grunwaldem od Jana Matejky (1878)

Počty padlých v bitvě se značně liší podle jednotlivých autorů a navíc jsou uváděny většinou pouze pro poraženou stranu. Polská strana tvrdila, že řád ztratil 18 000 vojáků a dalších 14 000 bylo zajato, přičemž unijní vojsko přišlo o 5 000 mrtvých a 8 000 zraněných. Z bitvy se prý stěží zachránila desetina řádových bojovníků. Polsko-litevská vojska dobyla v tomto boji 52 nepřátelských korouhví.

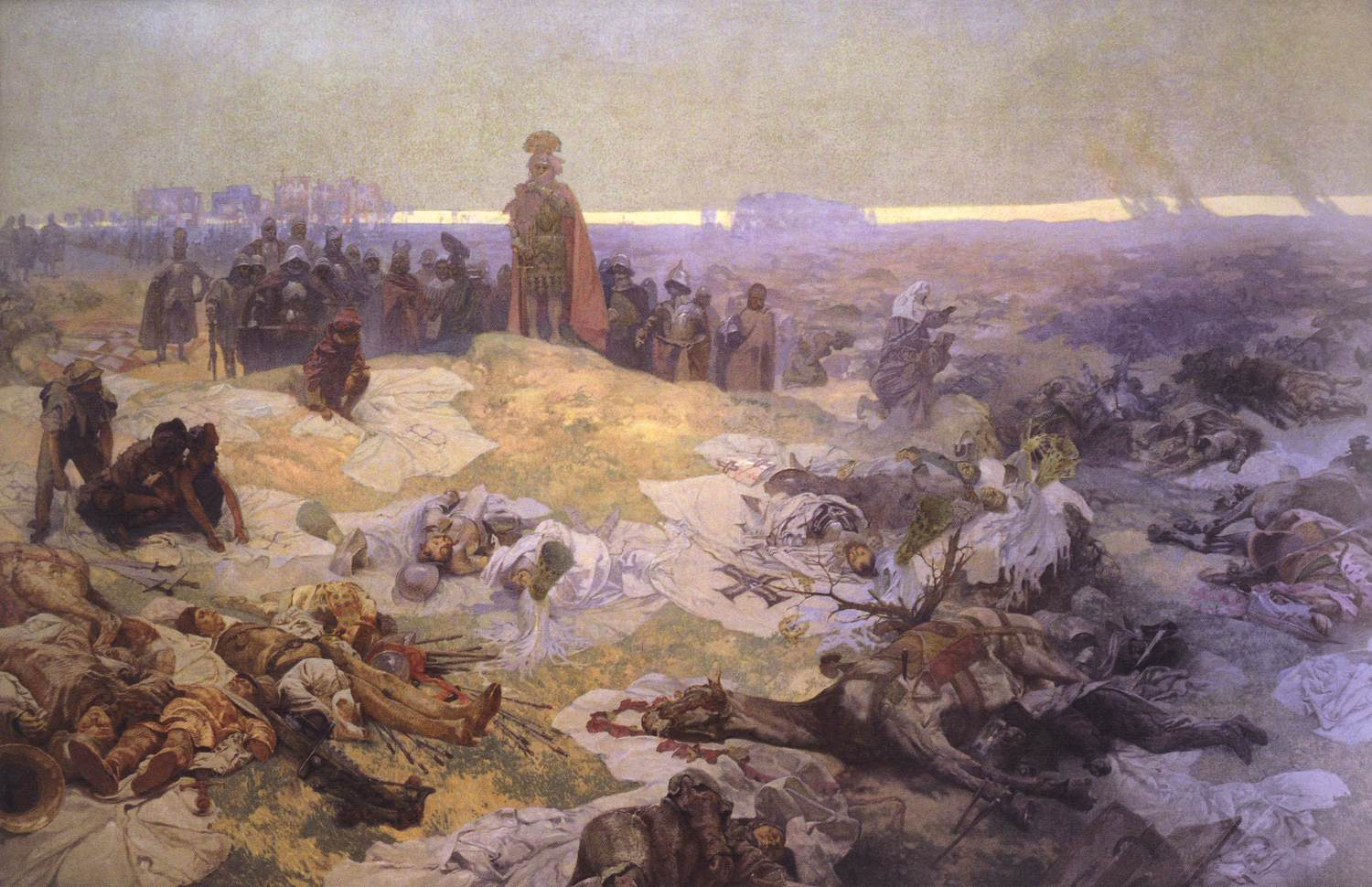
Obraz Po bitvě u Grunwaldu z cyklu Slovanská epopej od Alfonse Muchy, 1924. Král Vladislav přišel pohlédnout na vítězství, pod pahorkem leží s křížem na prsou Ulrich von Jungingen. Za bojovníkem v pancíři a široké přilbě je Jan Sokol z Lamberka a vlevo vedle něho Jan Žižka.

Podle Andrzeje Nadolského bylo zabito 8 000 řádových vojáků v boji a dalších 14 000 vzato do zajetí. Většina z 250 členů řádu byla také zabita, včetně velké části vedení německých rytířů. Nehledě na Ulricha von Jungingena, polsko-litevské síly zabily také velkého maršála Friedricha von Wallenroda, velkého komtura Kuna von Lichtensteina a Albrechta von Schwartzburga, velkého pokladníka Thomase von Merheima.
Markward von Salzbach, brandenburský komtur a major Schomberg ze Sambie byli na Vytautasův rozkaz popraveni po bitvě. Stalo se tak podle polského historika z 19. století Karla Szajnochy proto, že právě nařídili vraždu dvou Vytautasových synků, držených Řádem jako rukojmí, když roku 1392, po Ostorožském míru, uzavřeném s Jagellem, Vytautas vystoupil proti Řádu. Jediným vysokým hodnostářem Řádu, kterému se podařilo uniknout byl vrchní špitálník a komtur z Elbingu Werner von Tettinger. Takové velké zabíjení urozených rytířů bylo ve středověké Evropě dost neobvyklé. To bylo možná způsobeno velkou účastí rolníků na straně unijního vojska, kteří se zapojili v pozdější fázi boje a účastnili se likvidace obklíčených skupinek teutonského vojska. Sedláci, na rozdíl od šlechticů, nemohli přijímat výkupné za zajaté bojovníky a neměli tím takový stimul brát zajatce. Mezi těmi, kterým se poštěstilo, že nebyli zabiti, ale pouze vzati do zajetí, byli Kazimír V., vévoda Štětínský nebo Konrád Bílý, vévoda Olešnický.

## Česká účast v bitvě

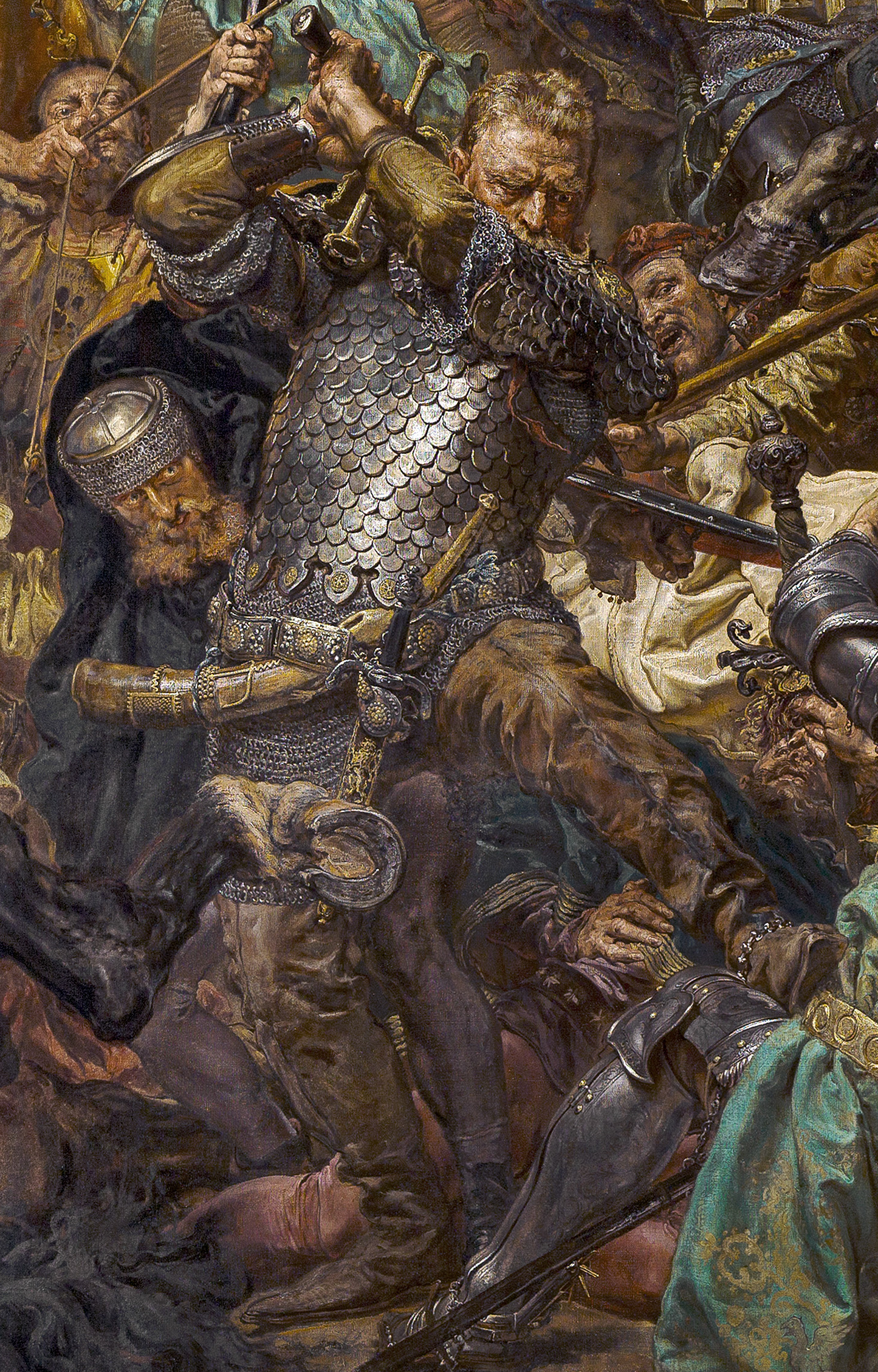
Jan Žižka, detail na obraze Jana Matejky

### Účast na unijní straně

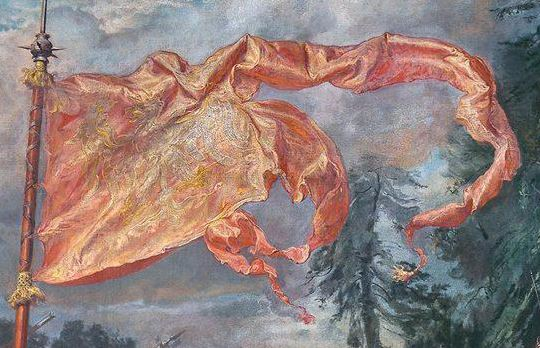
Polská korouhev, detail na obraze Jana Matejky

### Účast v řádovém vojsku

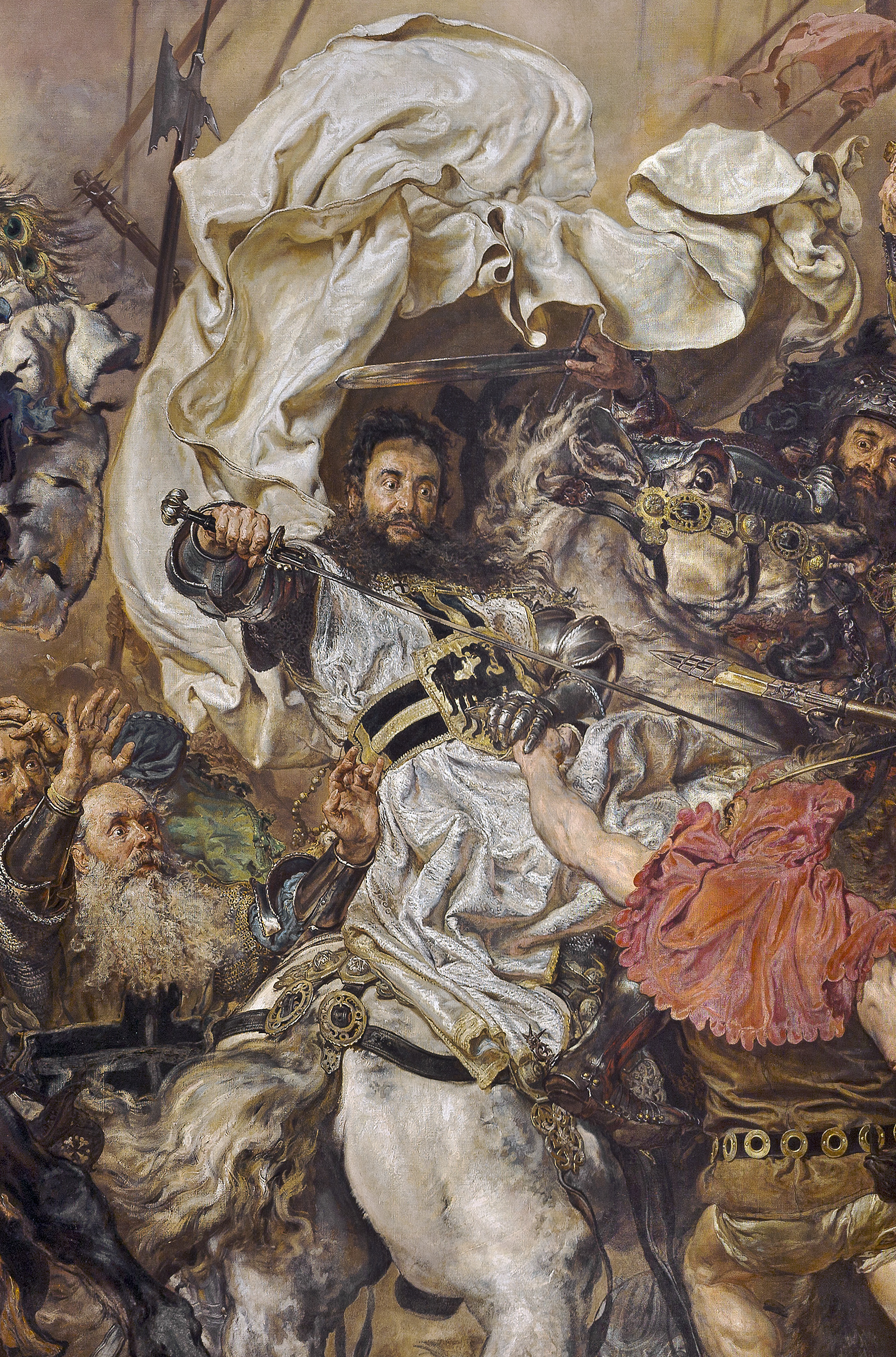
Velmistr Ulrich von Jungingen, detail na obraze Jana Matejky

### Polsko

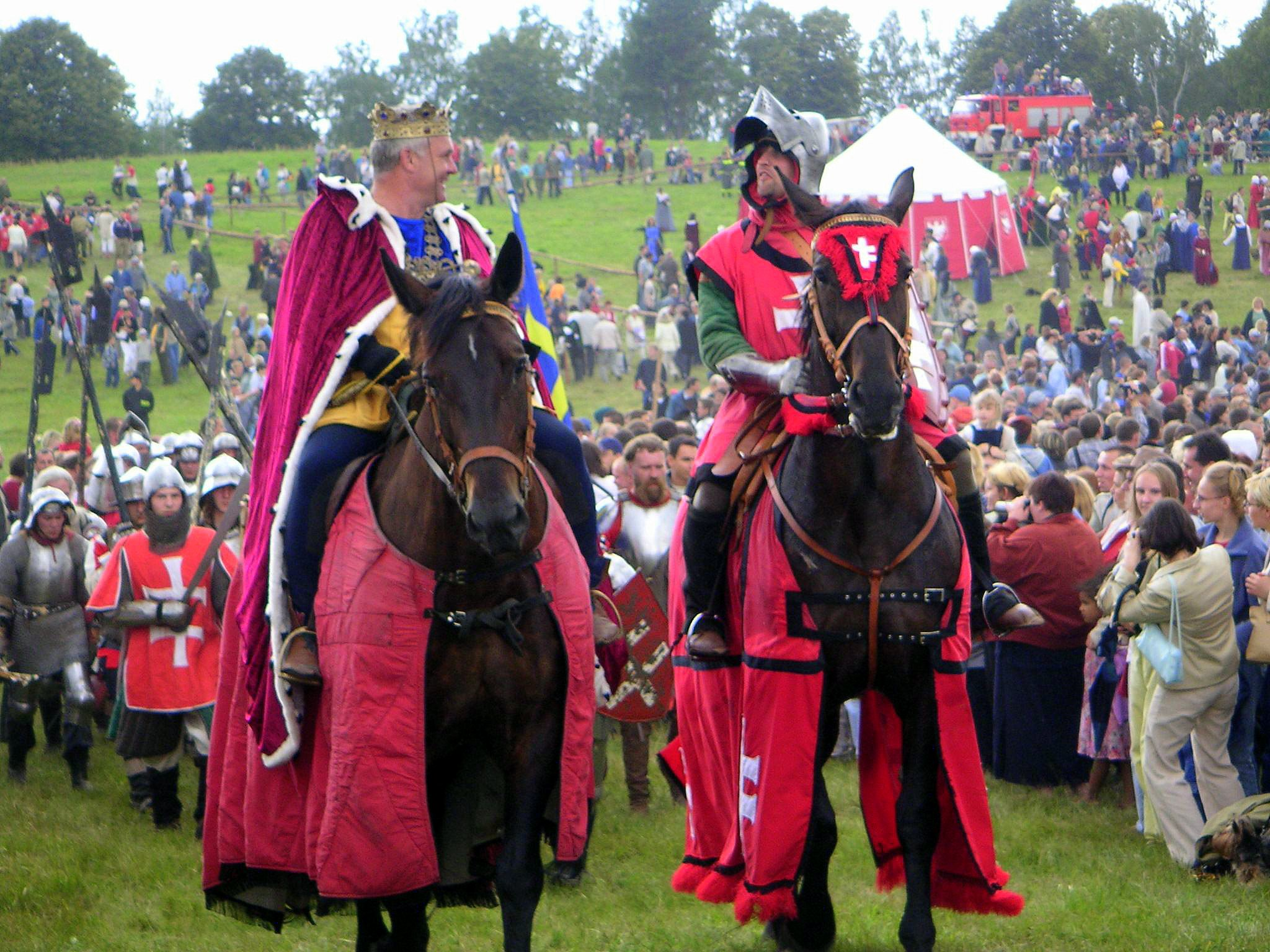
Vladislav II. Jagiello v roce 2003 při rekonstrukci bitvy.

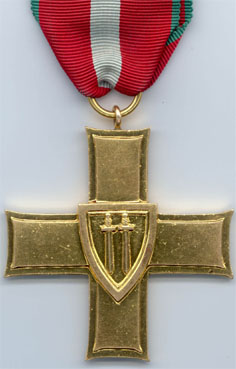
Řád Krzyża Grunwaldu, na němž jsou zobrazeny dva meče.